# Drepanogynis glaucichorda
Drepanogynis glaucichorda là một loài bướm đêm trong họ Geometridae.